# ألفريد ليختنشتاين (جامع الطوابع)
كان ألفريد ف. ليختنشتاين (6 أغسطس 1876 - 24 فبراير 1947)، واحدًا من أشهر هواة جمع الطوابع الأمريكيين.
وُلد ألفريد ف. ليختنشتاين في 6 أغسطس 1876، وتلقى تعليمه في معهد بروكلين للبوليتكنيك قبل أن يتابع دراساته العليا في الكيمياء في جامعة برلين. عمل في البداية مساعدًا كيميائيًا في شركة أصباغ، ثم أسس لاحقًا مشروعه الخاص، "أنالين دايز آند كيميكالز"، في سويسرا.
في عام 1921، استحوذت جمعية الصناعة الكيميائية في بازل، سويسرا، على أعمال ليختنشتاين، ودمجتها في شركة سيبا-جايجي الأكبر. تحت قيادتهِ، توسعت أعمال سيبا-جايجي لتشمل الصناعات الدوائية، والبحوث الطبية، وتصنيع الأصباغ. شغل ليختنشتاين منصب رئيس شركة سيبا حتى تقاعده عام 1946، حيث أصبح رئيسًا لمجلس الإدارة.

## جمع الطوابع
بدأ اهتمام ألفريد ليختنشتاين بجمع الطوابع خلال سنوات دراستهِ في بروكلين. واكتسب شهرة واسعة في أوساط هواة جمع الطوابع عام 1917 باقتنائهِ أجزاءً كبيرة من مجموعة جورج ورثينجتون، مقابل 450 ألف دولار أمريكي، حسبما ورد.
كانت مجموعات طوابع ليختنشتاين الكلاسيكية من أكثر المجموعات اكتمالاً، وكان شغوفًا بالطوابع الصادرة قبل عام 1870. جمع طوابع صادرة عن المقاطعات الكندية واتحاد كندا، وسويسرا، وكيب كولوني، وسيلان، وغامبيا، وموريشيوس، والأرجنتين، والأوروغواي. وبالنظر إلى التاريخ البريدي للولايات المتحدة، كانت مجموعته مرجعًا لـ"ويسترن إكسبريس".
كان عضوًا نشطًا في نادي هواة جمع الطوابع في نيويورك، الذي أسسه ليختنشتاين وصديقه ثيودور إي. ستاينواي. وكان أيضًا عضوًا في الجمعية الملكية الكندية لهواة جمع الطوابع.
كان قاضيًا دوليًا في مجال الطوابع البريدية لثلاثة عقود، وكان مفوضًا للمعارض الدولية للطوابع البريدية في أعوام 1913 و1926 و1936 (الأخيران في نيويورك). وعند وفاته، كان يُعِدّ لمعرض الطوابع الدولي المئوي (CIPEX) لعام 1947.
عرض ليختنشتاين زوج طوابع "باركيتوس" من بوينس آيرس في معرض عام 1940 الذي أقيم في نادي هواة جمع الطوابع في نيويورك إحياءً لذكرى مرور مائة عام على إصدار الطوابع. عندما توفي في مدينة نيويورك عام 1947 (مسقط رأسهِ أيضًا)، واصلت ابنته لويز بويد ديل إرثه في هواية جمع الطوابع، ساد الاعتقاد بأنها كانت تملكهما.
في مارس 1945، أسس ثيودور ستاينواي، وهواة جمع طوابع آخرون، وليختنشتاين مؤسسة هواة جمع الطوابع في مدينة نيويورك. وهي مؤسسة تعليمية غير ربحية تهدف إلى توفير الخبرة في مجال هواة جمع الطوابع، والبحث، والمنشورات. بعد عام 1947، واصلت ابنته لويز بويد ديل دعم المؤسسة.
وقد بيعت مجموعاته البريدية ومجموعات ابنته في المزادات التي أقيمت في هارمرز بين عامي 1968 و1971، وبين عامي 1989 و1992، وفي عام 1997.

## التكريم
في عام 1927، وقّع ألفريد ليختنشتاين على قائمة هواة جمع الطوابع المتميزين، وهي أبرز وسام بريطاني في هذا المجال.
وفي عام 1948، أضافته الجمعية الأمريكية لهواة جمع الطوابع إلى قاعة مشاهير الجمعية الأمريكية لهواة طوابع البريد.
وفي عام 1952، أنشأ نادي هواة جمع الطوابع في نيويورك جائزةً تذكاريةً لهواة جمع الطوابع تُسمى جائزة ألفريد إف. ليختنشتاين التذكارية. وكان ثيودور ستاينواي أول من نال هذهِ الجائزة تقديرًا لجهودهِ في تطوير هواية جمع الطوابع. وفي عام 1996، منحهُ هذا النادي لقب "أفضل هواة جمع الطوابع الأمريكيين" في النصف الأول من القرن العشرين.

## حياته الشخصية
تزوج ليشتنشتاين من آن بويد، وأنجبا طفلة واحدة، لويز بويد ديل، وهي أيضًا من هواة جمع الطوابع.

## روابط خارجية
- السيرة الذاتية لقاعة مشاهير APS
- السيرة الذاتية على موقع مؤسسة الطوابع
- جائزة ألفريد ف. ليختنشتاين التذكارية، في موقع نادي جامعي نيويورك